# Dāvids Sīmansons
Dāvids Sīmansons (ur. 4 kwietnia 1859, zm. 13 stycznia 1933 w Rydze) – łotewski wojskowy, pierwszy głównodowodzący sił zbrojnych niepodległej Republiki Łotewskiej (od lipca do października 1919 r.).

## Życiorys
Syn właściciela ziemskiego. W 1880 r. wstąpił ochotniczo do armii Imperium Rosyjskiego, do 115 Wiaziemskiego pułku piechoty. W 1882 r. ukończył szkołę junkrów piechoty w Rydze w stopniu podchorążego. W 1883 r. otrzymał awans na stopień chorążego, w 1884 r. na podporucznika, zaś w 1888 r. na porucznika. W 1891 r. rozpoczął studia w Akademii Sztabu Generalnego w Petersburgu, które w 1894 r. przerwał po drugim roku nauki. Od 1897 r. był dowódcą kompanii. W 1900 r. otrzymał awans na stopień sztabskapitana, w 1901 r. – kapitana.
Walczył w wojnie rosyjsko-japońskiej jako dowódca batalionu najpierw w 18 pułku strzelców syberyjskich, następnie w 40 pułku strzelców syberyjskich. Przez pewien czas pełnił obowiązki szefa sztabu 10 dywizji strzelców syberyjskich. Kontuzjowany podczas walk. Po zakończeniu działań wojennych został dowódcą batalionu i oficerem sztabowym w 115 pułku piechoty dyslokowanym w Rydze. W 1910 r. otrzymał awans na pułkownika. W tym samym roku lub według innego źródła w 1912 r. został dowódcą 66 Butyrskiego pułku piechoty dyslokowanego w Zamościu.
Walczył w I wojnie światowej. Od maja 1915 do października 1916 r. dowodził 2 brygadą 17 dywizji piechoty, w 1915 r. otrzymał awans na stopień generała majora. Od października 1916 r. do stycznia 1917 r. dowodził kałuską brygadą piechoty, następnie od stycznia do września 1917 r. – 135 dywizją piechoty. We wrześniu 1917 r. powierzono mu dowodzenie 4 wydzieloną dywizją piechoty na odcinku frontu pod Iłuksztą. Został przeniesiony do rezerwy po rewolucji październikowej, krótko potem odszedł z wojska. Zamieszkał w Witebsku, następnie w Orle. W styczniu 1919 r. przeprowadził się do Rygi, zajętej krótko wcześniej przez Armię Czerwoną i kontrolowanej przez rząd Łotewskiej Socjalistycznej Republiki Radzieckiej. W końcu maja tego samego roku Ryga została opanowana przez wojska niemieckie. W Rydze Dāvids Sīmansons wstąpił do 1 Brygady Łotewskiej dowodzonej przez Jānisa Balodisa, walczącej u boku niemieckich Żelaznej Dywizji i Bałtyckiej Landeswehry.
W czerwcu 1919 r. doszło do bezpośredniej konfrontacji zbrojnej między jednostkami niemieckimi operującymi na Łotwie i wojskami estońskimi, wspierającymi proaliancki łotewski rząd Karlisa Ulmanisa. Zwycięska dla Estończyków i walczących pod dowództwem estońskim jednostek łotewskich bitwa pod Kiesią zmusiła Niemców do opuszczenia Rygi i zgody na to, by do stolicy Łotwy powrócił rząd Ulmanisa. Jednostki łotewskie walczące dotąd u boku Niemców oraz powstałe w strukturach armii estońskiej zostały zjednoczone w jedną armię niepodległej Łotwy. 10 lipca 1919 r. Sīmansons został mianowany głównodowodzącym armii łotewskiej, zaś 15 lipca także ministrem obrony Republiki Łotewskiej. Jego zadaniem było połączenie powstałych w różnych okolicznościach, przedstawiających różną wartość jednostek w jedną całość. Dwaj pozostali poważni kandydaci, gen. Jānis Balodis i płk Jorģis Zemitāns do tej pory walczyli pod różnym dowództwem, pierwszy – niemieckim, drugi zaś estońskim. Sīmansons zaciągnął się do 1 Brygady Balodisa na tyle późno, by nie wziąć udziału w żadnej operacji pod niemieckim dowództwem, mógł zatem uchodzić za kandydata kompromisowego.
Pod kierownictwem pierwszego głównodowodzącego i przy wsparciu aliantów armia łotewska latem 1919 r. osiągnęła liczebność 30 tys. żołnierzy, była dobrze zaopatrzona i umundurowana, brakowało jej natomiast artylerii, której sformowano tylko jeden pułk (osiem baterii).
W końcu sierpnia 1919 r. uczestniczył w rokowaniach pomiędzy Łotwą, Litwą, Estonią, Polską i białą rosyjską Zachodnią Armią Ochotniczą w sprawie jednolitego frontu antybolszewickiego, które ostatecznie nie doprowadziły do wspólnych działań.
Kiedy 8 października 1919 r. Zachodnia Armia Ochotnicza, dowodzona przez Pawła Bermondta-Awałowa, uderzyła na Rygę, pragnąc opanować ziemie łotewskie i przyłączyć je do przyszłej białej Rosji, Dāvids Sīmansons jako głównodowodzący armii łotewskiej dowodził obroną miasta. Po tym, gdy 12 października łotewska 2 Dywizja została zmuszona do opuszczenia lewego brzegu Dźwiny, Sīmansons nie dopuścił do jej dalszego odwrotu nad Juglę, odwołując rozkazy płk. Jorģisa Zemitānsa, a następnie odwołując też jego samego ze stanowiska dowódcy dywizji. Wojska łotewskie pozostały na prawym brzegu Dźwiny, broniąc historycznego centrum Rygi. 14 października oddziały łotewskie podjęły próbę przejścia do kontrataku, jednak nie odniosły znacznych sukcesów. 16 października 1919 r. gen. Sīmansons zrezygnował ze stanowiska głównodowodzącego armii łotewskiej, uzasadniając tę decyzję chorobą. W rzeczywistości najprawdopodobniej ustępował pod naciskiem rządu Ulmanisa. Na stanowisku zastąpił go gen. Balodis.
Przeniesiony do rezerwy, od grudnia 1920 r. był członkiem Rady Ministerstwa Obrony, w 1924 r. krótko pełnił obowiązki jej przewodniczącego. W 1925 r. odszedł z armii. Zmarł w 1933 r. i został pochowany na Cmentarzu Braterskim w Rydze.